# Jacques Zimmermann (journaliste)
Pour les articles homonymes, voir Jacques Zimmermann et Zimmermann.
Jacques Georges Pierre Zimmermann est un journaliste, écrivain et militaire français né le 31 mars 1902 à Romorantin (Loir-et-Cher) et mort le 12 juillet 1951 à Figuig (Maroc),.

## Biographie
Il grandit en Algérie, où son père est capitaine d'un régiment de Zouaves. Ce dernier, commandant du 175e régiment d'infanterie, trouve la mort en 1915 lors la campagne des Dardanelles.
En 1922, Jacques Zimmermann fait son service militaire, à la fin duquel il se renouvelle son engagement. C'est ainsi qu'il se bat en Syrie, parmi les escadrons Tcherkess sous les ordres du Lieutenant Philibert Collet. En mai 1926, il est blessé à Damas durant la Grande révolte syrienne. Peu de temps après, toujours convalescent à Damas, il fait brièvement la rencontre de Joseph Kessel.
À la fin de son service militaire, il voyage en Afrique du Nord, en particulier en Mauritanie. En 1934, il effectue une traversée du Sahara depuis Saint-Louis du Sénégal jusqu'à Tindouf en Algérie. Il en tire un reportage qui sera publié en feuilleton dans Marianne. Ainsi commence sa carrière de journaliste, de 1934 à 1940. Reprenant le contact avec Josef Kessel, Jacques Zimmermann publie plusieurs séries de reportages dans plusieurs quotidiens, Gringoire, Marianne, Le Soir, Paris Soir et Excelsior, relatant dans un style romanesque l'aventure coloniale en Afrique du Nord, ou sa propre expérience en Syrie parmi les escadrons Tcherkess. C'est pour son reportage de 1939 à ce sujet qu'il obtient finalement le prix Albert-Londres en 1939.
Lorsque la Seconde Guerre mondiale éclate, il est d'abord correspondant aux armées pour le journal Gringoire, puis s'engage brièvement dans un régiment d'infanterie coloniale. Après l'armistice, on le retrouve en novembre 1940 à Alger, où il fait partie des Compagnons de France, mouvement de jeunesse proche du Maréchal Pétain. Il écrit un article à leur propos dans l’Écho d'Alger en 1941. En mai 1943, à la suite d'une rencontre avec le colonel Diego Brosset, il parvient à s'engager dans les FFL en juillet. Il participe aux entrainements, mais est blessé et reste alité aux Ambulance Hadfield-Spears, puis à Tunis. Jusqu'à la fin de la guerre il écrit pour les pages du magazine Rafales, d'avril 1944 à juillet 1945, publié à Alger.
Souffrant de la  tuberculose depuis de nombreuses années il rentre en métropole après la guerre pour suivre des soins dans un sanatorium de région parisienne jusqu'en 1948. En 1947 et en 1948, il écrit encore quelques articles, un pour la Nouvelle Revue coloniale, et encore deux autres pour la Revue de la France libre. Il meurt à la palmeraie de Figui, probablement des suites de sa maladie le 12 juillet 1951.
Souvent crédité comme co-auteur du premier volume de la bande dessinée La Bête est morte ! avec Victor Dancette, illustré par Edmond Calvo, paru en 1944, il s'agit très vraisemblablement d'une confusion avec son homonyme, Jacques Zimmermann née en 1899 et par ailleurs auteur toujours chez la même maison d'édition (la Générale Publicité ou G.P) d'un récit de camp de prisonniers, En revenant des Kommando.